# Morgenpost (Sachsen)
Die Morgenpost ist eine regionale Boulevardzeitung, die in den Städten Dresden und Chemnitz sowie deren Umgebung erscheint. Die Dresdner Morgenpost ist auch im Raum Leipzig erhältlich.
Sie ist nach der Sächsischen Zeitung die zweitgrößte Zeitung der Region.
In den Städten Dresden und Chemnitz ist die jeweilige Ausgabe Marktführer im Segment der Kaufzeitungen/Boulevardzeitungen. Bis zum 25. September 2022 erschien die Morgenpost am Sonntag im gleichen Verbreitungsgebiet wie die Ausgaben in der Woche.
Die Samstagsausgabe erscheint seit dem  1. Oktober 2022 unter dem Titel Morgenpost am Wochenende mit mehr Inhalt als wochentags.
Neben dem Angebot im Einzelhandel sind die Titel auch im Abonnement erhältlich.

## Geschichte

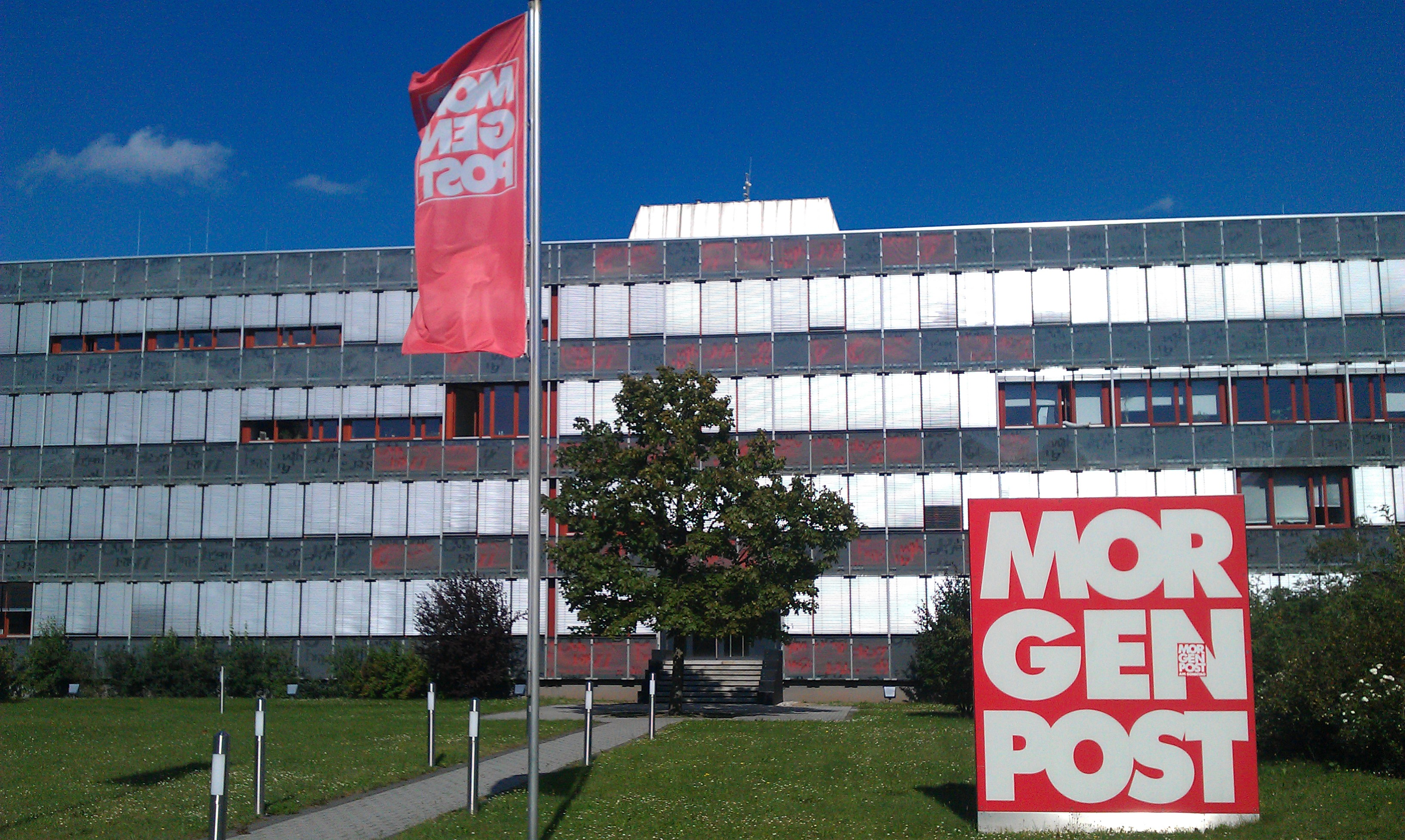
Redaktionsgebäude in Dresden

Die erste Ausgabe der Dresdner Morgenpost erschien am 11. Juni 1990; die erste Chemnitzer Morgenpost gab es am 20. August 1990 zu kaufen.
Das Blatt erschien zunächst zweifarbig im sogenannten Junge-Welt-Format (285 mm × 434 mm). Der Grund dafür lag in der nach der Wende zur Verfügung stehenden Drucktechnik. Im Jahr 1997 erfolgte für alle Ausgaben der Wechsel in das halbrheinische Zeitungsformat und Einführung des Vierfarbdrucks.
Von 1999 bis 2014 war Peter Rzepus Chefredakteur, der im Mai 2014 von Robert Kuhne abgelöst wurde.

## Gesellschaftsstruktur
Das Blatt ist im Besitz der Dresdner Druck- und Verlagshaus GmbH & Co. KG (DD+V Mediengruppe), die auch die Sächsische Zeitung und den Döbelner Anzeiger herausgibt. An der Mediengruppe ist der Verlag Gruner+Jahr mit 60 Prozent beteiligt, die restlichen 40 Prozent hält das Medienbeteiligungsunternehmen der Sozialdemokratischen Partei Deutschlands (SPD), die Deutsche Druck- und Verlagsgesellschaft.

## Auflage
Die Morgenpost hat in den vergangenen Jahren erheblich an Auflage eingebüßt. Die verkaufte Auflage ist in den vergangenen 10 Jahren um durchschnittlich 10,1 % pro Jahr gesunken. Im vergangenen Jahr hat sie um 10,8 % abgenommen. Sie beträgt gegenwärtig 28.343 Exemplare. Die Auflage der Dresdner Ausgabe beträgt 20.000 Exemplare, die von Chemnitz kommt auf 8343 Stück. Der Anteil der Abonnements an der verkauften Auflage liegt bei 47,2 Prozent.
| 1998   | 1999   | 2000   | 2001   | 2002   | 2003   | 2004  | 2005   | 2006  | 2007   | 2008   | 2009  | 2010  | 2011  | 2012  | 2013  | 2014  | 2015  | 2016  | 2017  | 2018  | 2019  | 2020  | 2021  | 2022  | 2023  | 2024  |
| ------ | ------ | ------ | ------ | ------ | ------ | ----- | ------ | ----- | ------ | ------ | ----- | ----- | ----- | ----- | ----- | ----- | ----- | ----- | ----- | ----- | ----- | ----- | ----- | ----- | ----- | ----- |
| 119179 | 115558 | 110247 | 106767 | 104553 | 101972 | 99315 | 100570 | 99349 | 108397 | 103102 | 99796 | 97196 | 95840 | 94964 | 89362 | 82355 | 73374 | 66507 | 61860 | 57049 | 52888 | 47363 | 44244 | 36821 | 31770 | 28343 |

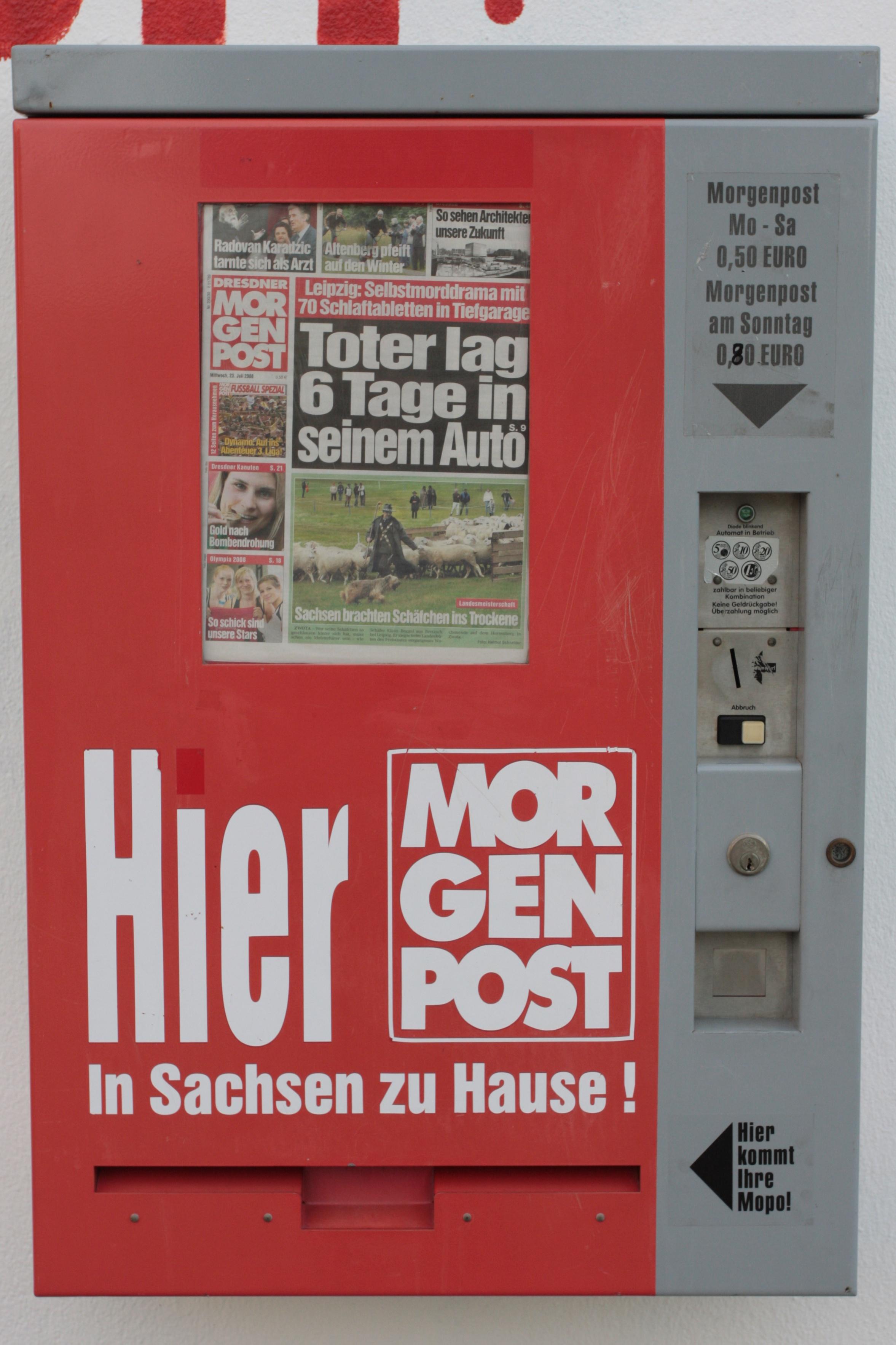
Morgenpostautomat in Dresden

Seit Anfang des Jahres 2011 sind die Morgenpost-Titel auch als elektronische Zeitung zu kaufen. Seit 3. Oktober 2014 besitzt sie einen eigenen nachrichtlichen Webauftritt unter dem Titel TAG24.

## Redaktionelles
Besonders der Lokalteil der Ausgaben in Dresden und Chemnitz ist als Unterscheidungsmerkmal zur dortigen Konkurrenz zu nennen. Ein weiterer wichtiger redaktioneller Bestandteil ist der umfangreiche Sportteil, der sich ebenso um die in der Region starken Mannschaften und Sportarten kümmert. So erscheinen nach dem Fußballwochenende alle Tabellen und Ergebnisse von der 1. Liga bis zur 2. Stadtklasse. Die Morgenpost enthält auch ein bei Kaufzeitungen eher selten anzutreffendes Kulturressort mit täglich mindestens einer Seite Umfang.
Veranstaltungen, Straßensperrungen, Notdienste und andere Servicethemen finden sich täglich in dieser Zeitung. Rätselfreunde können täglich ein Kreuzworträtsel und Sudoku lösen. Die Sonntagsausgabe enthielt Reiseseiten und längeren Reportagen sowie einen größeren Rätselteil, dies alles findet sich seit Oktober 2022 in der Samstagsausgabe.
Bis 2014 erschien täglich eine Kinderseite (Mopolino), die aktuelle Themen und Nachrichten kindgerecht verpackte und vermittelte. Bis Frühjahr desselben Jahres erschien einmal pro Woche eine Kolumne, die aus der Sicht eines Hundes (namens Tarzan) geschrieben wurde, und sich provokant mit Neuigkeiten, Possen oder politischen Änderungen der Stadt auseinandersetzte.

## Marketing
Die Morgenpost sponsert verschiedene lokale Mannschaften (z. B. Dresden Monarchs, Dresdner SC, Chemnitzer FC, ETC Crimmitschau und Wild Boys Chemnitz). Weiterhin unterstützt sie den Dresden-Marathon.
Gelegentlich erscheinen Ausgaben mit DVD- oder CD-Zugaben, die die Leser zusätzlich zur normalen Ausgabe kaufen können. Meist werden Filme, Dokumentationen oder Bühnenmitschnitte lokaler Künstler, bekannter Ost-Themen oder regionaler Herkunft angeboten.
Einmal jährlich wird ein Leserfest in Dresden und Chemnitz veranstaltet.